# Doroteó
A Doroteó görög eredetű férfinév, a Dorotheosz név megmagyarosodott alakja, jelentése: Isten ajándéka. Női párja: Dorotea

## Gyakorisága
Az 1990-es és a 2000-es években nem volt anyakönyvezhető.

## Névnapok
- augusztus 6.
- szeptember 9.
- június 5.

## Híres Doroteók
- Pancho Villa, eredeti nevén José Doroteo Arango Arámbula